# Juban
Juban is een gemeente in de Filipijnse provincie Sorsogon in het zuidoosten van het eiland Luzon. Bij de laatste census in 2007 had de gemeente bijna 29 duizend inwoners.

## Geografie

### Bestuurlijke indeling
Juban is onderverdeeld in de volgende 25 barangays:
| - Anog - Aroroy - Bacolod - Binanuahan - Biriran - Buraburan - Calateo - Calmayon - Carohayon - Catanagan - Catanusan - Cogon - Embarcadero | - Guruyan - Lajong - Maalo - North Poblacion - Puting Sapa - Rangas - Sablayan - Sipaya - South Poblacion - Taboc - Tinago - Tughan |

## Demografie
Juban had bij de census van 2007 een inwoneraantal van 28.989 mensen. Dit zijn 2.141 mensen (8,0%) meer dan bij de vorige census van 2000. De gemiddelde jaarlijkse groei komt daarmee uit op 1,06%, hetgeen lager is dan het landelijk jaarlijks gemiddelde over deze periode (2,04%). Vergeleken met de census van 1995 is het aantal mensen met 5.186 (21,8%) toegenomen.

De bevolkingsdichtheid van Juban was ten tijde van de laatste census, met 28.989 inwoners op 121,49 km², 238,6 mensen per km².

## Geboren in Juban
- Eddie Garcia (20 mei 1929), acteur en regisseur.